# 12871 Samarasinha
12871 Samarasinha è un asteroide della fascia principale. Scoperto nel 1998, presenta un'orbita caratterizzata da un semiasse maggiore pari a 2,2698926 UA e da un'eccentricità di 0,1722719, inclinata di 5,31788° rispetto all'eclittica.